# Bavosa de riu
La bavosa de riu (Salaria fluviatilis) és una espècie de peix de la família dels Blenniidae.

## Hàbitat
Viu en rius i llacs d'aigua dolça.

## Distribució geogràfica
Es troba a Albània, Algèria, Bòsnia i Hercegovina, Croàcia, França, Grècia, Israel, Itàlia, Jordània, Líban, el Marroc, Portugal, Sèrbia i Montenegro, Espanya, Suïssa, Síria, i Turquia. És un dels peixos autòctons del llac de Banyoles junt amb la bagra, el jonqueter i l'anguila.

## Estat de conservació
Les seues principals amenaces són l'extracció de grava i d'aigua, les sequeres, l'eutrofització, la destrucció del seu hàbitat, les preses i la canalització dels rius.